# Bosljiva Loka
Bosljiva Loka je naselje u slovenskoj Općini Osilnici. Bosljiva Loka se nalazi u pokrajini Dolenjskoj i statističkoj regiji Jugoistočnoj Sloveniji. 

## Stanovništvo
Prema popisu stanovništva iz 2002. godine naselje je imalo 27 stanovnika.